# Cerentino

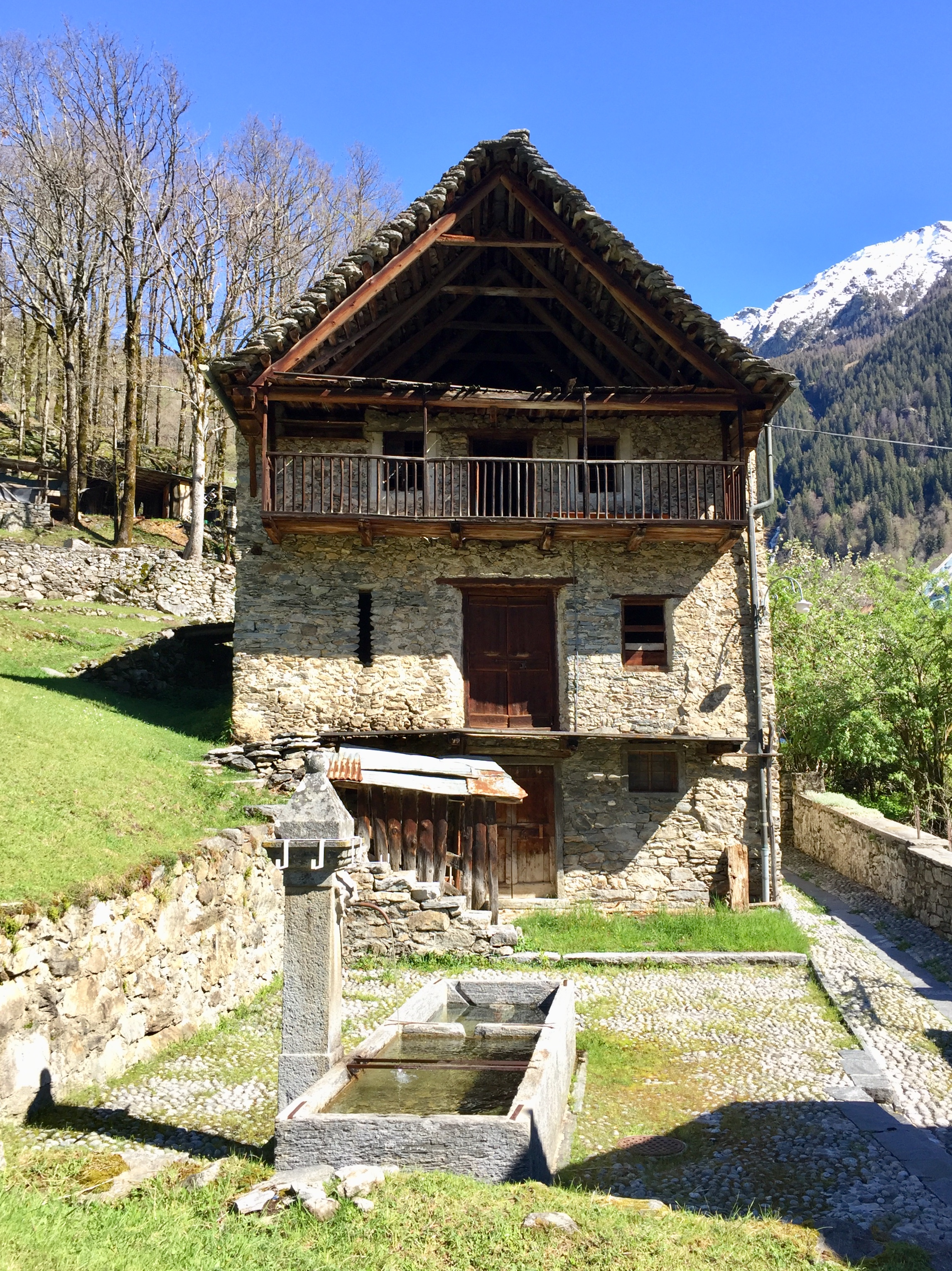
Haus mit Brunnen am oberen Ausgang des Ortsteils Cerentino

Cerentino, im alpinlombardischen Ortsdialekt Cerentín [tʃerenˈtiŋ], ist eine politische Gemeinde im Schweizer Kanton Tessin. Sie gehört zum Bezirk Vallemaggia und innerhalb dessen zum Kreis Rovana.

## Geographie
Das Dorf befindet sich am Zusammenschluss des Valle di Bosco Gurin und des Valle di Campo und liegt 25 km nordwestlich von Locarno. Die östliche Gemeindegrenze führt (meist Bächen entlang) vom Madone di Càmedo (2446 m ü. M.) über den Pizzo Sascòla (2057 m ü. M.) zum Pizzo Mezzodì (2223 m ü. M.) in südlicher Richtung. Von dort führt sie nach einem kurzen Schwenker nach Westen in nordwestlicher Richtung bis zum Pizzo Bombögn (2331 m ü. M.). Die Nordgrenze (zur Gemeinde Bosco/Gurin) verläuft dann in östlicher Richtung zum Pian Cròsg (1925 m ü. M.), dreht dort in nördliche Richtung hinüber zum Camino (2489 m ü. M.). Der Rest der Gemeindegrenze führt entlang von Graten. Zuerst nach Nordosten zum Pizzo d’Orsalietta (2476 m ü. M.), dann Richtung Südosten zurück über den Pizzo della Rossa (2482 m ü. M.) und den Madonino (2483 m ü. M.) zum Madone di Càmedo. 
Hauptbäche sind die Rovana di Campo aus dem Valle di Campo und die Rovana di Bosco/Gurin aus dem Valle di Bosco Gurin, die südlich des Weilers Collinasca (761 m ü. M., 500 m östlich von Cerentino) zusammenfliessen und dann beim Weiler Visletto (413 m ü. M., Gemeinde Cevio) in die Maggia münden.
Von den traditionell elf Hauptsiedlungen sind nicht mehr alle bewohnt. Neben dem oben erwähnten Collinasca sind dies unter anderem Cerentino (977 m ü. M.), Camanoglio (1127 m ü. M., 1 km nördlich von Cerentino), Corino (1101 m ü. M., nordwestlich von Cerentino), Ca di Giunzi (1080 m ü. M.), Corsopra (1140 m ü. M., beide nordwestlich von Cerentino), Ovi di dentro (780 m ü. M., an der Rovana di Campo gelegen) sowie Pedipiodi (959 m ü. M., 1 km südwestlich von Cerentino). Vom gesamten Gemeindeareal von 2010 ha sind 66,2 % von Wald und Gehölz und 27,6 % von unproduktiver Fläche (meist Gebirge) bedeckt. Daneben verbleiben bloss noch 4,3 % landwirtschaftliche Nutz- (meist Alpen) und 1,8 % Siedlungsfläche.
Nachbargemeinden sind Cevio, Linescio, Bosco/Gurin und Campo (Vallemaggia).

## Geschichte
Das Dorf findet sich erstmals 1591 als Scerentino bezeugt. Der Name konnte bis anhin nicht gedeutet werden.
Seit Jahrhunderten wanderten Menschen aus Cerentino ab. Zuerst in andere europäische Länder (vor allem nach Italien und Holland), ab dem 19. Jahrhundert nach Kalifornien.
Cerentino bildet nach wie vor eine eigenständige Bürgergemeinde.

## Bevölkerung
Einwohnerzahlen: Volkszählungsdaten

### Sprachen
Die Bevölkerung spricht als Alltagssprache eine lokale Mundart des Italienischen. Bei der letzten Volkszählung im Jahr 2000 gaben 89,66 % Italienisch, 8,62 % Deutsch und 1,72 % Französisch als Hauptsprache an.

### Religionen – Konfessionen
Ende 2020 waren 70,69 % römisch-katholische und 10,34 % evangelisch-reformierte Christen. 12,07 % bezeichneten sich als konfessionslos und 1,72 % als Muslime. 5,17 % der Einwohner machten keine Angaben zu ihrem Glaubensbekenntnis.

### Herkunft – Nationalität
Von den 40 Einwohnern Ende 2020 waren 37 (= 92,5 %) Schweizer Staatsangehörige.

## Politik
Oberstes Organ der Gemeinde ist die Gemeindeversammlung (Assemblea comunale); teilnahmeberechtigt sind alle in der Gemeinde wohnhaften Stimmberechtigten. Die Gemeindeversammlung wählt als leitendes Organ den dreiköpfigen Gemeinderat (Municipio), in dem der Gemeindepräsident (Sindaco) den Vorsitz führt.

## Wirtschaft
Früher lebten die Bewohner von der Viehzucht. Bereits früh gab es eine Auswanderung nach Italien und in andere europäische Länder. Im 19. Jahrhundert wanderten viele Einwohner nach Kalifornien aus. 15 (= 75 %) der 20 Erwerbstätigen von Cerentino arbeiten in der eigenen Gemeinde. Den wenigen Wegpendlern stehen sieben Zupendler gegenüber. Nur wenige Einheimische verdienen ihr Brot in der Landwirtschaft. Die Mehrheit arbeitet im Gewerbe und in Dienstleistungsberufen.
Im Ortsteil Collinasca befinden sich die Ateliers Lafranca.

## Verkehr
Die Gemeinde ist durch die beiden Postautolinien Cevio-Cerentino-Bosco/Gurin und Cevio-Cerentino-Cimalmotto ins Netz des öffentlichen Verkehrs eingebunden. Da die Busse selten verkehren, benutzen die meisten Bewohner ihr Privatauto als Verkehrsmittel.

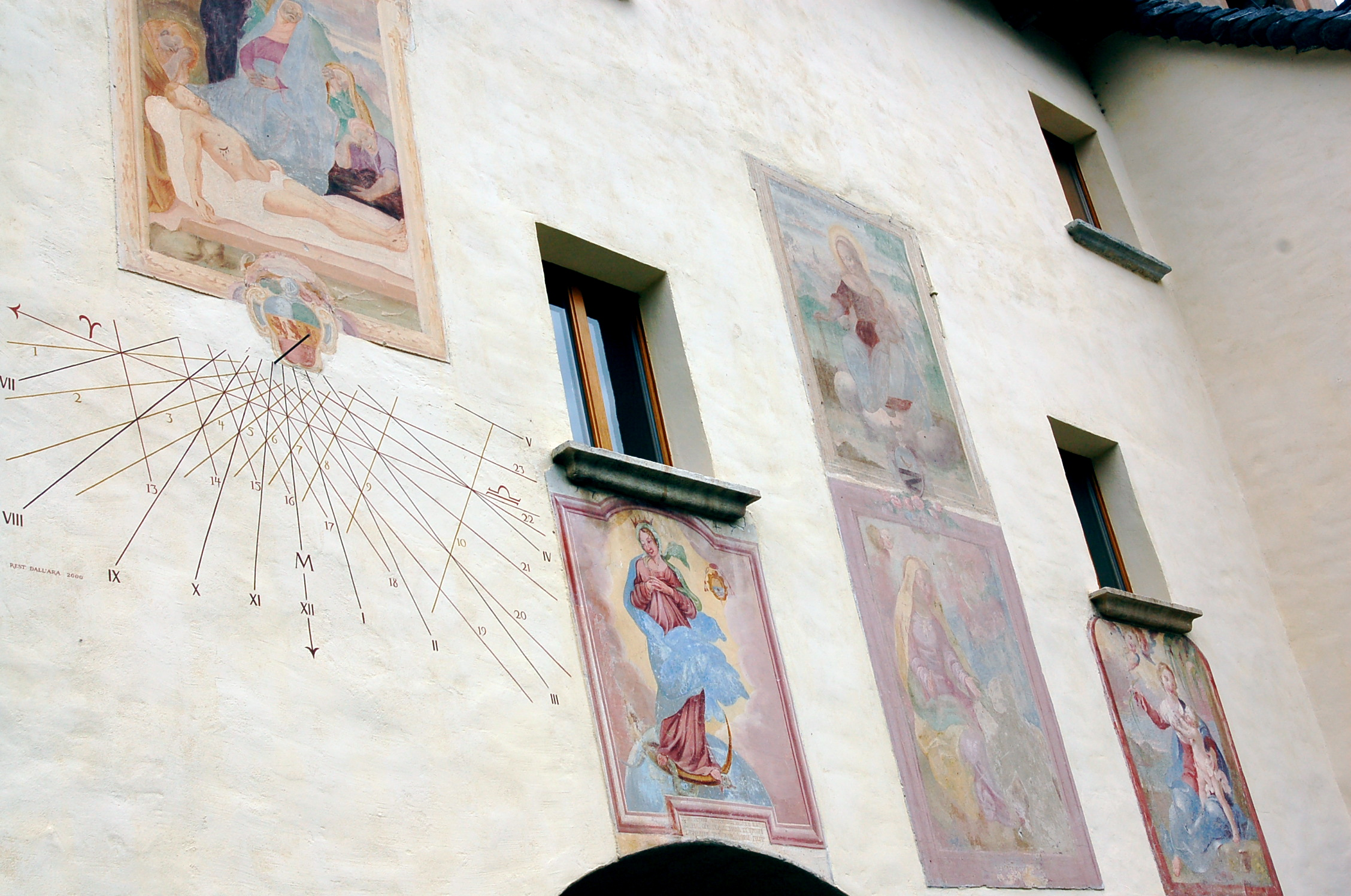
Pfarrkirche Santa Maria delle Grazie, Sonnenuhr und Fresken

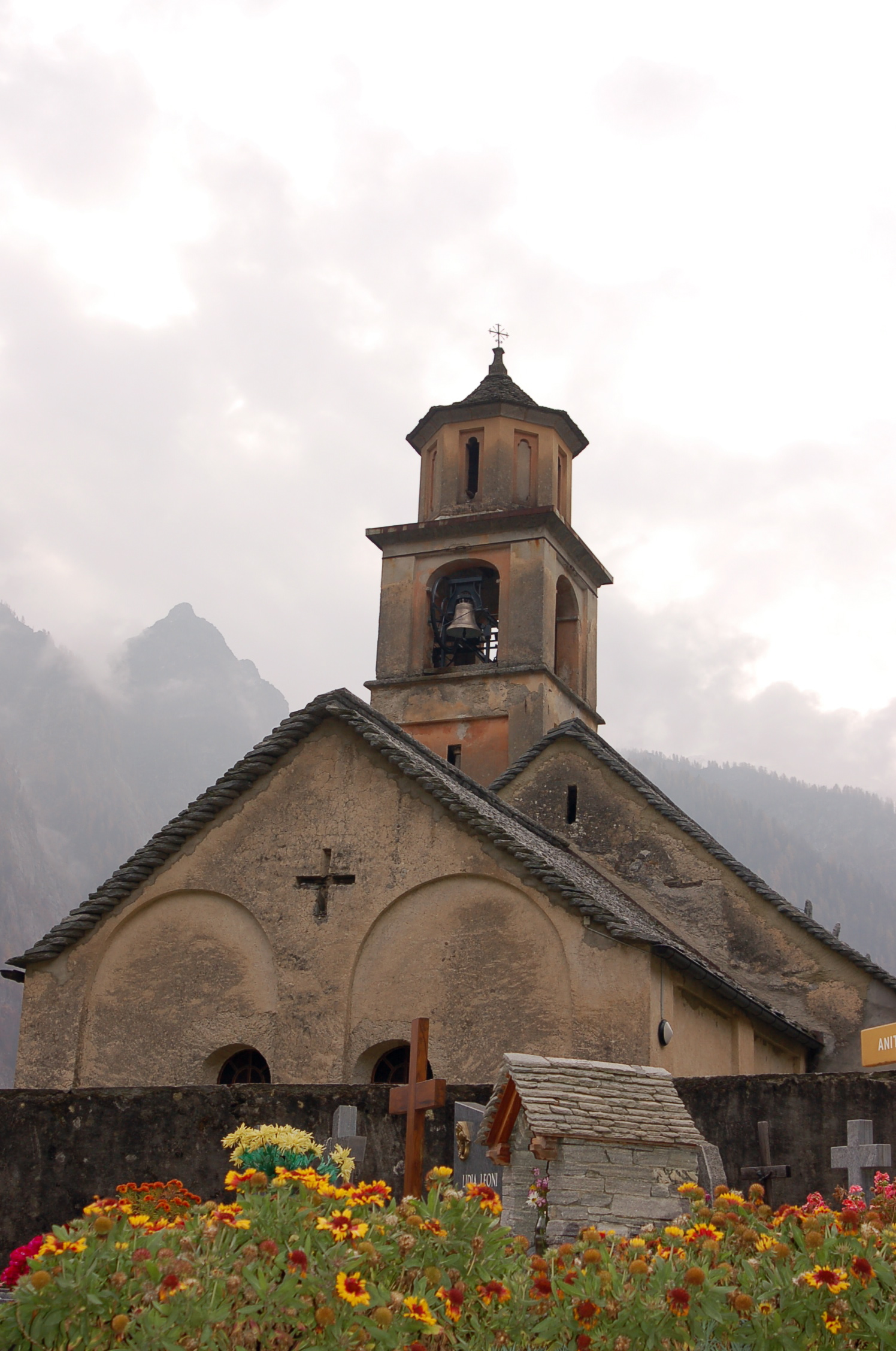
Pfarrkirche Santa Maria delle Grazie, Glockenturm und Friedhof

## Sehenswürdigkeiten
Das Dorfbild des Ortsteils Corino ist im Inventar der schützenswerten Ortsbilder der Schweiz (ISOS) als schützenswertes Ortsbild der Schweiz von nationaler Bedeutung eingestuft.
- Pfarrkirche Santa Maria delle Grazie, erstmals 1200 erwähnt, und Beinhaus[14][15]
- Oratorium Sant’Antonio da Padova im Ortsteil Camanoglio, erbaut 1602, mit Fresken, verschiedenen Gemälden und Kreuzweg (1770) von Johann Georg[14][16]
- Gemeinde- und Patrizierhaus (1866), Architekt: Battista Baroggi[14][17]
- Oratorium San Luigi Gonzaga[14][18]